# 2039
Cette page concerne l'année 2039  du calendrier grégorien.
L'année 2039 est une année commune qui commence un samedi.
C'est la 2039e année de notre ère, la 39e année du IIIe millénaire et du XXIe siècle et la 10e année de la décennie 2030-2039.

## Autres calendriers
L'année 2039 du calendrier grégorien correspond aux dates suivantes :
- Calendrier berbère : 2988 / 2989
- Calendrier hébraïque : 5799 / 5800
- Calendrier indien : 1960 / 1961
- Calendrier musulman : 1460 / 1461
- Calendrier persan : 1417 / 1418

## Événements prévus
- 7 novembre : transit de Mercure.
- Ouverture du dossier sur le témoignage de Jackie Kennedy, sur l'assassinat de John Kennedy, mort le 22 novembre 1963[1].

## 2039 dans la fiction
- La série télévisée Batman, la relève se déroule en 2039. Terry McGinnis devient la deuxième personne à revêtir le costume de Batman, succédant à Bruce Wayne.